# Castiglione Messer Marino
Castiglione Messer Marino (nápolyiul: Lu Cuaštegliàune) község (comune) Olaszország Abruzzo régiójában, Chieti megyében.

## Fekvése
A megye délkeleti részén fekszik. Határai: Agnone, Belmonte del Sannio, Carunchio, Castelguidone, Fraine, Montazzoli, Monteferrante, Roccaspinalveti, Roio del Sangro, Rosello, Schiavi di Abruzzo és Torrebruna.

## Története
Első írásos említése a 12. századból származik. A következő századokban nemesi birtok volt. Önállóságát a 19. század elején nyerte el, amikor a Nápolyi Királyságban felszámolták a feudalizmust.

## Népessége
A népesség számának alakulása:

## Főbb látnivalói
- Palazzo Lonzi
- Palazzo Chinni
- San Michele Arcangelo-templom
- Santa Maria delle Grazie-templom
- San Rocco-templom